# 珠海市实验中学
珠海市实验中学是位于中国广东省珠海市的一所完全中学，创建于2000年8月，位于吉大石花东路。2002年被评为珠海市一级学校。
2004年在金湾区建立高中部，2005年被评为广东省一级学校。2006年9月，初高中正式分离，2007年高中部被评为广东省国家级示范高中。
2014年10月，珠海市实验中学高中部维持珠海市实验中学原名不变，地址仍位于金湾区；珠海市实验中学初中部则更名为珠海市九洲中学。
目前学校设有约60个教学班，全校在校学生约为4000人。